# Џејк Џиленхол
Џејк Џиленхол (енгл. Jake Gyllenhaal) је амерички глумац, рођен 19. децембра 1980. године у Лос Анђелесу (Калифорнија). Номинован је за Оскар за најбољу споредну мушку улогу у филму Планина Броукбек.

## Детињство
Џејк је син режисера Стивена Џиленхола и сценаристкиње Наоми Фонер, и брат глумице Меги Џиленхол. Његов отац је потомак шведске племићке породице, а мајка је Њујорчанка јеврејског порекла. Џејкова Бар Мицва је прослављена у дому за бескућнике, зато што су његови родитељи тиме хтели да му усаде осећај одговорности за његов привилегован живот. Зато не чуди што је Џејк касније радио као обезбеђење и возач аутобуса, како би се издржавао.
Први сусрет са филмом имао је са свега 11 година, када се нашао у малој улози у комедији City Slickers, из 1991. године. Следеће године су му родитељи забранили да глуми у филму The Mighty Ducks, зато што би га снимање два месеца одвојило од куће.

## Каријера

### 1990—2004: Први филмови и„Дони Дарко“
Након филма City Slickers Џејк се пријављује на разне аудиције и кастинге те стога добија улоге у филмовима A Dangerous Woman (заједно са сестром Меги), 1998. у комедији Homegrown, затим заједно са мајком, у кулинарској представи Molto Mario... Све филмове у којима је глумио до уписа на Колумбија Универзитет, режирали су његови родитељи. На Колумбији бира смер „Источњачке религије и филозофија“, али га напушта после две године студирања.
Први филм у коме добија главну улогу је October Sky из 1999. године, који је зарадио 32 милиона долара. Џејк је тада добио прве критике.
Филм Дони Дарко, из 2001. године, је други велики Џејков филм. Прича је смештена у 1988. годину, када проблематични тинејџер, након блиског сусрета са смрћу, упознаје зеца Френка, који му говори о крају света који се ближи. Након улоге у том, сада култном филму, Џиленхол постаје запажен, како од критике, тако и од стране медија.
Након Донија уследио је низ улога у комерцијалним, нискобуџетним филмовима: Highway из 2002, The Good Girl са Џенифер Енистон, Bubble Boy... 2002. године добија улогу Џоа у филму Moonlight Mile, заједно са Дастином Хофманом и Сузан Сарандон. Џејк је 2002, такође требало да буде у улози Спајдермена у филму Спаједермен 2, али ту улогу ипак добија Тоби Мегвајер. Пре него што добије једну од својих најбољих улога у каријери, Џек ће се на платну наћи са Денисом Квејдом, у блокбастеру из 2004, Дан после сутра.

### 2005—2009:Планина Броукбек
Улога Џека Твиста у филму Планина Броукбек, сматра се најуспешнијом Џејковом улогом. Планина Броукбек крије причу о два младића који се, чувајући овце на Броукбеку '63., заљубљују један у другог, и ту сексуалну и емотивну везу одржавају годинама, упркос свим породичним, економским или емотивним проблемима са којима се сукобљавају. Због хомосексуалне потке филм је био медијски праћен и пре него што је премијерно приказан, а често је називан каубојски геј-филм. Поред, Џиленхола, главне улоге још тумаче и Хит Леџер и Ен Хатавеј, а драму је режирао Анг Ли. Планина Броукбек је добио велики број награда, од којих су најпрестижније Златни лав на Филмском фестивалу у Венецији, четири Златна глобуса, четири БАФТА награде, и три Оскара. Џејк Џиленхол је био номинован за најбољу споредну мушку улогу, али је изгубио од Џорџа Клунија. Ипак, био је награђен БАФТА наградом за најбољег глумца у споредној улози као и МТВ наградом за најбољи пољубац, коју је дели са Хитом Леџером. На гласине о његовој сексуалној оријентацији које су кружиле те године Џејк је рекао да га никад није мушкарац сексуално привлачио, али да не би био изненађен уколико би се то једног дана десило.
Након Планине Броукбек, сада већ афирмисан глумац Џејк Џиленхол, добија улоге у филмовима Proof, са Гвинет Палтроу и Ентонијем Хопкинсом, Jarhead, The Man Who Walked Between the Towers, a добио је понуду за филм Бетмен почиње, коју му је преотео Кристијан Бејл. 2007. године добија улогу у трилеру Зодијак, као и у филму Rendition, у којем су му партнери Мерил Стрип и Рис Видерспун, са којом је касније био у вези.
Магазин People је Џејка прогласио једним од најлепших људи 2006. године. Хиљаде геј и би људи, на сајту afterElton.com, га је прогласило најзгоднијим мушкарцем на планети.

### 2010—данас:Љубав и други лекови
Још један веома успешан филм у Џејковој каријери је Принц од Персије - песак времена из 2010. године, у коме он тумачи главну улогу. Следеће године играо је главну улогу у романтичној драми Љубав и други лекови, за коју је био номинован за Златни глобус за најбољег главног глумца. Принц од Персије... је био велики биоскопски хит 2010. године, зарадивши преко 335.000.000 долара у биоскопима широм света, али и Љубав и други лекови остварио је незнатан комерцијални успех са 102.314.000 долара зараде.

## Приватни живот
Џејк је упознао Рис Видерспун на снимању филма Rendition, када су медији и објавили њихову везу, али је Рис касније рекла да се тада нису забављали. Раскинули су у новембру 2009. године.
Џиленхол је још познат и по томе што је члан Демократске странке САД и по томе што је активан борац за очување животне средине.

## Филмографија
| Улоге Џејка Џиленхола |                                  |                                     |                        |          |
| Година                | Српски назив                     | Изворни назив                       | Улога                  | Напомена |
| 1991                  |                                  | City Slickers                       | Дени Робинс            |          |
| 1993                  |                                  | Josh and S.A.M.                     | Леон                   |          |
| 1993                  |                                  | A Dangerous Woman                   | Едвард                 |          |
| 1998                  |                                  | Homegrown                           | Jake Kahan             |          |
| 1999                  |                                  | October Sky                         | Хомер Хикман Млађи     |          |
| 2001                  | Дони Дарко                       | Donnie Darko                        | Доналд „Дони” Дарко    |          |
| 2001                  |                                  | Bubble Boy                          | Џими Ливингстон        |          |
| 2001                  |                                  | Lovely and Amazing                  | Џордан                 |          |
| 2002                  |                                  | Highway                             | Келсон                 |          |
| 2002                  |                                  | Moonlight Mile                      | Joe Nast               |          |
| 2002                  |                                  | The Good Girl                       | Томас Вортер           |          |
| 2003                  |                                  | Abby Singer                         | себе                   |          |
| 2004                  | Дан после сутра                  |                                     | Сем Хол                |          |
| 2005                  | Планина Броукбек                 |                                     | Џек Твист              |          |
| 2005                  |                                  | Jarhead                             | Ентони Свофорд         |          |
| 2005                  |                                  | Proof                               | Харолд Добс            |          |
| 2007                  | Зодијак                          | Zodiac                              | Роберт Грејсмит        |          |
| 2007                  | Незванична истрага               | Rendition                           | Даглас Фримен          |          |
| 2009                  | Браћа                            | Brothers                            | Томи Кахил             |          |
| 2010                  | Принц од Персије - песак времена | Prince of Persia: The Sands of Time | Принц Дастан           |          |
| 2010                  |                                  |                                     | Howard Birdwell        |          |
| 2010                  |                                  |                                     | Jamie Reidy            |          |
| 2011                  |                                  |                                     | Колтер Стивенс         |          |
| 2012                  |                                  |                                     | Брајан Тејлор          |          |
| 2013                  | Затвореници                      |                                     | Детектив Локи          |          |
| 2013                  | Непријатељ                       |                                     | Адам Бел / Ентони Клер |          |
| 2014                  | Ноћне хронике                    |                                     | Луис Лу Блум           |          |
| 2015                  | Случајно заљубљени               |                                     | Хауард Бердвел         |          |
| 2015                  |                                  |                                     | Били Хоуп              |          |
| 2015                  | Еверест                          |                                     | Скот Фишер             |          |
| 2015                  |                                  |                                     | Дејвис Мичел           |          |
| 2016                  | Ноћне звери                      |                                     | Едвард Шефилд          |          |
| 2017                  | Траг живота                      |                                     | Дејвид Џордан          |          |
| 2019                  | Спајдермен: Далеко од куће       |                                     | Квентин Бек / Мистерио |          |
| 2021                  | Кривица                          |                                     | Џо Бејлор              |          |
| 2022                  | Хитна помоћ                      |                                     | Дени Шарп              |          |